# 나딘 케슬러
나딘 케슬러(독일어: Nadine Keßler, 1988년 4월 4일 ~ )는 독일의 전직 여자 축구 선수로 포지션은 미드필더이다.

## 클럽 경력
어린 시절에는 소년 축구 클럽에서 뛰었지만 16세 시절이던 2004년에 여자 축구 클럽인 1. FC 자르브뤼켄으로 이적했다. 1. FC 자르브뤼켄 소속으로 뛰던 동안에는 팀의 2. 프라우엔-분데스리가 1회 우승(2008-09 시즌), 여자 DFB-포칼 1회 준우승(2007-08 시즌)을 경험했고 2005-06 2. 프라우엔-분데스리가 시즌에서는 36골을 기록하여 득점왕에 오르기도 했다.
2009년에 1. FFC 투르비네 포츠담으로 이적한 이후에는 팀의 프라우엔-분데스리가 2회 우승(2009-10 시즌, 2010-11 시즌)을 이끌었다. 투르비네 포츠담은 UEFA 여자 챔피언스리그 2009-10 결승전에서 프랑스의 올랭피크 리옹을 승부차기 끝에 누르고 우승을 차지했다.
2011년부터 2016년까지 VfL 볼프스부르크 소속으로 뛰면서 팀의 프라우엔-분데스리가 2회 우승(2012-13 시즌, 2013-14 시즌), UEFA 여자 챔피언스리그 2회 우승(2012-13 시즌, 2013-14 시즌), 여자 DFB-포칼 2회 우승(2012-13 시즌, 2014-15 시즌)을 이끌었다. 2014년에는 FIFA 올해의 여자 선수, UEFA 올해의 여자 선수로 선정되었고 2016년 4월 14일에 현역 은퇴를 발표했다.

## 국가대표 경력
2003년부터 2008년까지 독일 여자 U-15, U-17, U-19, U-20 축구 국가대표팀 선수로 활약했다. 2010년 2월 26일에 열린 핀란드와의 알가르브컵 경기에서 독일 여자 축구 국가대표팀 선수로 데뷔하면서 자신의 국가대표팀 첫 골을 기록했다. UEFA 여자 유로 2013에서는 독일의 우승에 기여했다.

## 수상

### 클럽
1. FC 자르브뤼켄
- 2. 프라우엔-분데스리가 1회 우승 (2008–09)
- 여자 DFB-포칼 1회 준우승 (2007–08)

1. FFC 투르비네 포츠담
- 프라우엔-분데스리가 2회 우승 (2009–10, 2010–11)
- UEFA 여자 챔피언스리그 1회 우승 (2009–10)

VfL 볼프스부르크
- 프라우엔-분데스리가 2회 우승 (2012–13, 2013–14)
- UEFA 여자 챔피언스리그 2회 우승 (2012–13, 2013–14)
- 여자 DFB-포칼 2회 우승 (2012–13, 2014–15)

### 국가대표
- 2008년 FIFA U-17 여자 월드컵 3위
- UEFA U-19 여자 축구 선수권 대회 2회 우승 (2006, 2007)
- UEFA 유럽 여자 축구 선수권 대회 1회 우승 (2013)

### 개인
- 2006년 프리츠 발터 메달 여자 부문 은메달 수상
- 2014년 UEFA 올해의 여자 선수 선정
- 2014년 FIFA 올해의 여자 선수 선정